# Curupayty
Curupayty este un oraș din departamentul Ñeembucú, Paraguay.